# La boda era a las doce
La boda era a las doce es una película española de comedia romántica estrenada el 30 de octubre de 1964, dirigida por Julio Salvador y protagonizada en los papeles principales por Concha Velasco y Pepe Rubio.

## Argumento
Elisa trabaja como dependienta en una tienda de moda, pero por error envía un vestido a una dirección equivocada. Para evitar que la despidan decide recuperarlo sin que se enteren y conoce a Alberto, un joven que se va a casar esa mañana y que va a esa misma dirección.

## Reparto
- Concha Velasco como Elisa.
- Pepe Rubio como Alberto.
- Pedro Porcel como Don Gustavo Larios.
- Terele Pávez como María José.
- Lluís Torner como Mr. Armand.
- Alberto Serrate como Paredes.
- Carmen Pradillo como Encargada.
- Pilar Montejo como Sra. Larios.
- Carmen Liaño como Carmen.
- Santi Sans como Pedrín.
- Josep Maria Angelat como Veterinario.
- Antonio Iranzo como Manolo.
- Sonia Bruno como Compañera de trabajo de Elisa.
- Ismael Merlo como Andrés.
- Consuelo de Nieva como Campesina.